# SHELTER
「SHELTER」（シェルター）は、ポーター・ロビンソンとマデオンの楽曲、およびポーター・ロビンソン原案・原作、A-1 Pictures作画の短編アニメーション。楽曲は2016年8月11日にリリースされ、2016年10月18日にMVとなる6分6秒のアニメーションが一般公開された。

## スタッフ・キャスト

### スタッフ
- 原案・原作：ポーター・ロビンソン
- 監督：赤井俊文
- キャラクターデザイン：河野恵美
- 美術：竹田悠介
- アニメ制作：A-1 Pictures

### キャスト
- 凛：三澤紗千香